# Alue Lhok (Bubon)
Alue Lhok is een bestuurslaag in het regentschap Aceh Barat van de provincie Atjeh, Indonesië. Alue Lhok telt 267 inwoners (volkstelling 2010).